# حجر مشقوق (بعدان)

تعديل مصدري - تعديل

حجر مشقوق محلة تابعة لقرية بيت هريش، التابعة لعزلة المنار بمديرية بعدان إحدى مديريات محافظة إب في الجمهورية اليمنية، بلغ تعداد سكانها 30 حسب تعداد اليمن لعام 2004.